# Vilfred Ricart
Vilfred Ricart   (Barcelona, 15 de maig de 1897 - Barcelona, 19 d'agost de 1974), més conegut pel seu nom en castellà Wifredo Ricart, va ser un enginyer català, famós pels seus desenvolupaments i estudis en la indústria de l'automoció i aeronàutica. Després d'haver fundat diverses empreses fabricants d'automòbils, treballà per a Alfa Romeo, Pegaso i Lockheed, on realitzà destacables aportacions en el disseny i fabricació de motors d'aviació, camions i cotxes, entre ells els recordats Pegaso Z-102 i Z-103. El seu prestigi ha estat reconegut a escala internacional.

## Biografia
Batejat amb el nom de Wifredo Pelayo Francisco de Borja, era fill del marí Josep Ricart i Giralt, director de l'Escola Nàutica de Barcelona, i de la seva esposa, Ramona Medina i Blàsquez, de Barcelona. De jove, va ser un estudiant molt interessat en temes d'aviació. El 1918 es va doctorar en enginyeria industrial de forma brillant, amb menys de 21 anys. Creà un combustible alternatiu a la beznina per a motors d'explosió, al qual anomenà Carburol, i entrà a treballar a Vallet y Fiol, empresa fabricant de motors per a bombes d'aigua.

### Les seves primeres empreses
El 1920, junt amb el seu amic Paco Pérez de Olaguer, van comprar la fàbrica Vallet i Fiol i van fundar l'empresa Ricart y Pérez, on va projectar la construcció dels populars motors agrícoles i industrials Rex, dels quals se'n van construir milers d'unitats durant més de 40 anys. Durant el 1922, van aparèixer un parell de cotxes esportius, amb motor de 1.500 cc de quatre cilindres, doble arbre de lleves en cap, i 16 vàlvules. Estrenats al circuit de Vilafranca del Penedès, Ricart es va començar a donar a conèixer entre altres constructors de marques importants.
El 1926, després de la retirada de Pérez de Olaguer, funda la seva pròpia marca S.A. Motores y Automóviles Ricart, consagrant-se a la creació d'automòbils de sis cilindres, doble arbre de lleves en cap i 1.500 cc d'altes prestacions. Els presenta al Saló de l'Automòbil de París de 1927, un dels quals, amb carrosseria de luxe, obté la menció d'honor. El 1928 s'associa amb Felipe Batlló, propietari de la marca d'automòbils España, donant lloc al consorci Ricart-España i fabricant un refinat cotxe de luxe, amb sis cilindres i 2.400 cc, adoptat pel govern espanyol per a usos diplomàtics. S'acaba l'activitat durant el 1930, pressionats per la crisi financera causada per la supressió dels avantatges duaners de què disposaven, arran del decret del general Berenguer.
Durant el 1929 ja s'havia establert com a projectista independent, projectant motors interessants que construïa Hispano-Suiza. Es posa en contacte amb grans marques com ara Saurer, Mercedes Benz, Alfa Romeo i Lancia per a comprar autobusos per a l'empresa de transports urbans de València. A banda, va obtenir la llicència de pilot d'aviació i el 1932 va guanyar la Vuelta Aérea a la Provincia de Barcelona amb meteorologia adversa, pilotant el seu biplà Gipsy Moth modificat.

### L'etapa a Alfa Romeo
Amb l'esclat de la guerra civil espanyola el 1936 se n'anà a Itàlia i s'establí a Milà, on va ingressar en la secció de Projectes Especials d'Alfa Romeo. El 1938 és nomenat Director Tècnic del Servei d'Estudis i Experiències d'Alfa Romeo. Allà, Ricart assumeix la responsabilitat de fabricar els bòlids de competició que Tazio Nuvolari havia fet campions.
En aquells moments, el director de l'escuderia Alfa Romeo era Enzo Ferrari i la relació entre ambdós tècnics fou molt difícil. Després de diverses topades amb Ricart, Ferrari abandonà Alfa Romeo i decidí crear la seva pròpia escuderia, l'actual Ferrari. Ricart, mentrestant, projecta diversos vehicles de transport, turismes, motors en estrella per a aviació (amb un de fins a 28 cilindres), i bòlids de curses com l'Alfa 162, de 3 litres i 490 CV, i l'Alfa 316 de 16 cilindres en V. Durant el 1939 comença a realitzar l'Alfa 512, de 1.500 cc, el primer cotxe de curses amb motor posterior com els actuals, però l'esclat de la Segona Guerra Mundial va fer arraconar el projecte.

### L'etapa a ENASA

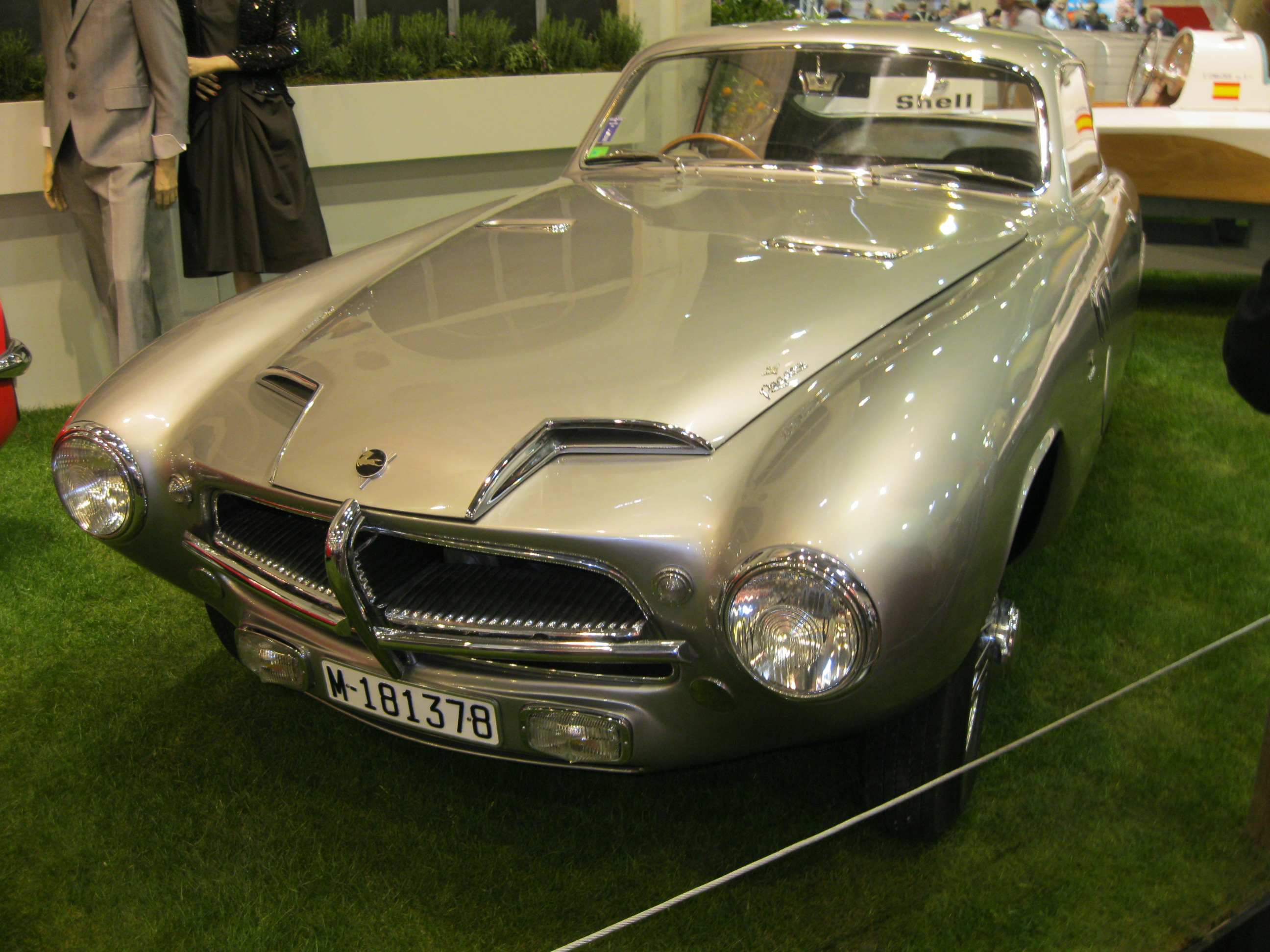
Un Pegaso Z-102, la seva obra mestra

El 1945, acabada la guerra mundial, torna a Catalunya per a preparar el viatge als Estats Units, temptat per una sucosa oferta de Studebaker, però el militar Juan Antonio Suanzes el convenç de reconstruir la malmesa indústria automobilística espanyola i constituir el Centro de Estudios Técnicos de Automoción (CETA) a Madrid. Ricart hi incorporà dues dotzenes d'enginyers d'Alfa Romeo, aleshores aturada, i començà a treballar per mitjà de l'Instituto Nacional de Industria (INI) en el projecte dels camions Pegaso. Per tal de fabricar-los, el 1946 es crea ENASA (Empresa Nacional de Autocamiones, SA) i l'INI força la venda de l'antiga Hispano-Suiza, situada al barri barceloní de la Sagrera, a aquesta nova empresa estatal.
ENASA es fa càrrec del personal i les instal·lacions d'Hispano-Suiza i hi comença a fabricar els primers camions Pegaso. El 1951 es presenta el Pegaso Z-102, un automòbil d'alt nivell que dona un gran prestigi a la marca. Creat per Ricart, el Z-102 (i la seva seqüela Z-103) estigué en producció fins al 1958.
El 1948, Ricart té un paper destacat en la fundació de la International Federation of Automotive Engineering Societies (FISITA) a París, animant amb entusiasme l'aplicació pràctica de la seva divisa "progressons en commun". El 1949 es funda l'STA, organització que representa l'estat espanyol dins de FISITA, la qual fou presidida pel mateix Ricart durant sis anys, començant el 1957. Ricart ingressà al Comité des Sages francès.

### L'etapa a Lockheed
El 1959, Ricart és elegit president de la S.A. Lockheed de Paris i sota la seva direcció es construeix una nova planta completament automatitzada a la rodalia de Beauvais. El 1961, es fusionen Lockheed, Bendix, i Ducellier, configurant el grup DBA, i Ricart hi figura com a Conseller Delegat per al progrés científic i tècnic fins al 1965. Al mateix temps, va obtenir resultats de molt d'interès al CETA espanyol, gràcies a les investigacions sobre nous tipus de motors i sistemes de frenada.
Ricart es va morir a Barcelona a 77 anys, després d'una vida dedicada a la seva màxima: «Un projectista ha de ser un filòsof amb àmplia visió, ja que un projecte ha de satisfer positivament un bé social».

## Els seus motors d'aviació
Abans del projecte de Pegaso, mentre fou Director de l'Oficina de Projectes Especials d'Alfa Romeo, Ricart va intervenir en el disseny de diversos motors d'aviació, i d'altres patents amb vessant clarament aeronàutica, que estan registrades al seu nom i al d'Alfa Romeo.
Els dissenys més coneguts són l'Alfa Romeo 1100 de 4 cilindres en línia invertits de 120 CV i l'Alfa Romeo 1101 de 4 estrelles, exposats en el museu d'Alfa Romeo, sense fer referència al seu dissenyador. També hi ha constància d'un motor 6C-2000 “Gazella”, que encara no s'ha pogut referenciar. És poc conegut el “fantàstic” motor 101- RC37/87 que acompanya aquest apartat, ja que sorprèn la seva aparatositat i la seva potència. Es coneix que fou construït, però es desconeix la seva aplicació pràctica.

### Patents
Tot seguit, les patents que s'han trobat referents a Wifredo Ricart i Alfa Romeo:
- Patent núm. 0153959 "Un Cilindro para Motores de Explosión", del 5 d'agost de 1941
- Patent núm. 0153961 "Una Instalación del Compresor para los Motores de Aviones", del 5 d'agost de 1941
- Patent núm. 0153962 "Un Dispositivo de Alimentación para Motores de Explosión", del 5 d'agost de 1941
- Patent núm. 0391560 "Un Motor en Estrella, con Cilindros Refrigerados por Aire", del 5 d'agost de 1941
- Patent núm. 0155731 "Mejoras Introducidas con Objeto de la Patente 0153962", del 3 de gener de 1942
- Patent núm. 0156139 "Mejoras Introducidas con Objeto de la Patente 0153962", del 4 de febrer de 1942
- Patent núm. 0157671 "Sistema de regulación Coordenada para Motores de Combustión Interna", del 9 de juny de 1942
- Patent núm. 0166367 "Perfeccionamientos en los Motores a Dos Tiempos con Distribuidor Rotativo", del 20 de maig de 1944
- Patent núm. 0166326 "Un Sistema de Lubricación Previa de los Motores de Explosión, especialmente de los Motores de Aviación proveídos de Lanzador Inercia", del 13 de maig de 1944.